# أم حرام بنت ملحان
أم حرام بنت ملحان صحابية تعرف بشهيدة البحر وراكبة البحر.

## نسبها
هي أمُّ حَرامٍ بنتُ مِلْحانَ بن خالد الأنصاريَة ابن زيد بن حرام بن جندب بن عامر بن غنمِ بن عديِ بن النجار الأنصارية النجارية المدنية.
هي أخت أم سليم، وخالة أنس بن مالك، وزوجة الصحابي عبادة بن الصامت. أخواها سليم وحرام اللذين شهدا بدراً وأحداً، وكان حرام في سرية المنذر بن عمرو يوم بئر معونة، وكان أول من استشهد فيها، وهو القائل عندما طعن من الخلف بالرمح: فزت ورب الكعبة.

## إسلامها
أسلمت بعدما عرّف الرسول صلّى الله عليه وسلّم بعض وفود القبائل القادمة من أنحاء الجزيرة العربية على دينه الجديد، وكان من بين من لقيهم من بني النجار عبادة بن الصامت زوج أم حرام وأخوها حرام بن ملحان. وسمعت حينها بعض آيات القرآن الكريم فأسلمت هي وأختها أم سليم، فكانتا من أوائل المسلمات في المدينة.

## وفاتها

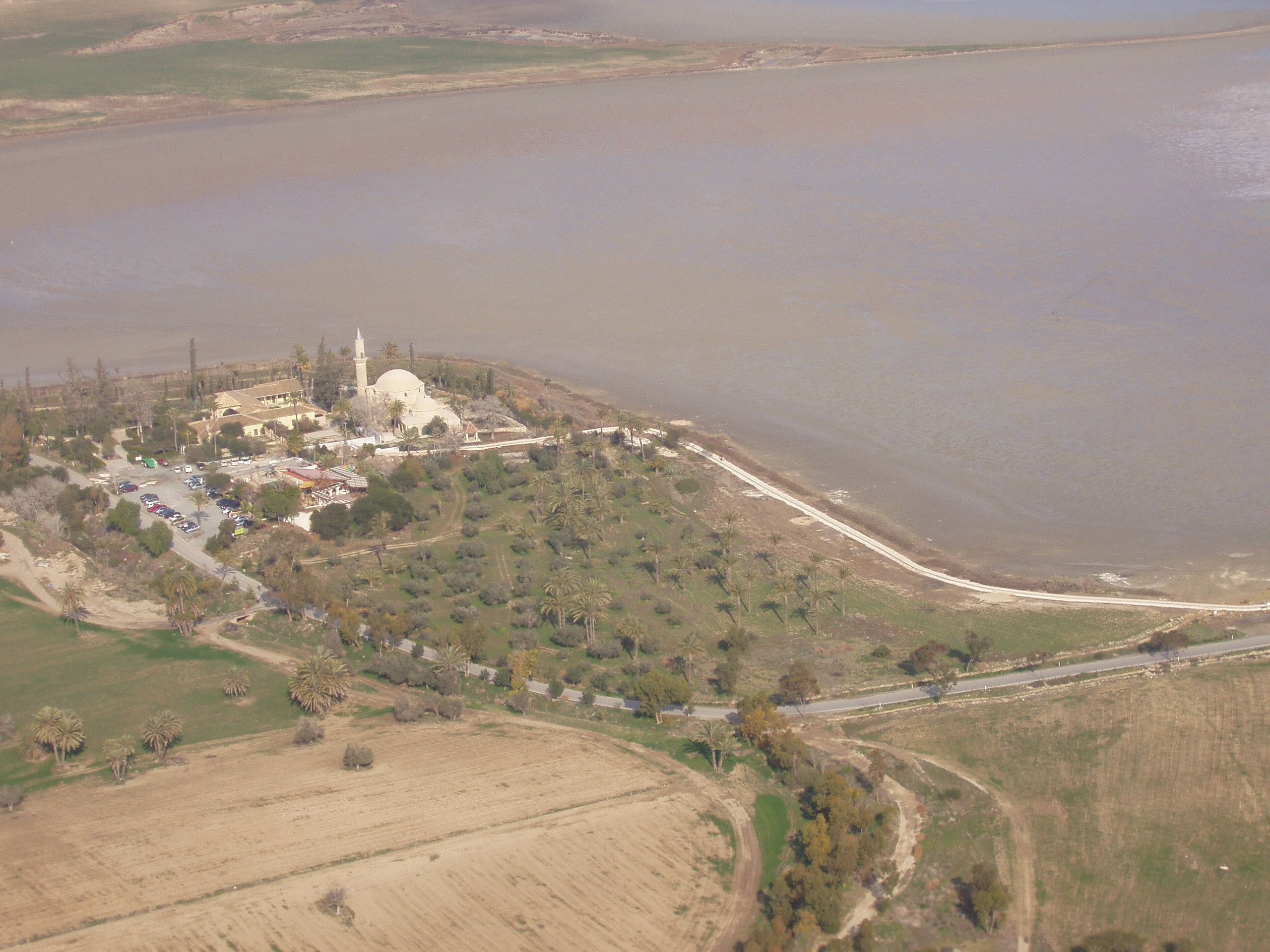
جامع أم حرام في قبرص، والذي يقال إن به ضريح أم حرام.

كان رسول الله صلى الله عليه وسلم يدخل بيت عبادة بن الصامت وزوجه أم حرام بنت ملحان ، فتطعمه (تضيفه)، فدخل يوماً رسول الله صلى الله عليه وسلم فاستضافته، فنام رسول الله صلى الله عليه وسلم، ثم استيقظ وهو يضحك (يتبسّم)، قالت (أم ملحان): فقلت: وما يضحكك يا رسول الله؟ قال: «ناسٌ من أمتي عُرضوا عليَّ غُزاةً في سبيل الله يركبون ثَبَجَ هذا البحر ملوكاً على الأسرّة أو مثل الملوك على الأسرّة» (الشكّ من إسحاق، أحد رواة الحديث)، قالت: فقلت: يا رسول الله ادع الله أن يجعلني منهم، فدعا لها رسول الله صلى الله عليه وسلم، ثم وضع رأسه (غفا غفوةً ثانية)، ثم استيقظ وهو يضحك (يتبسّم)، فقلت (أم ملحان): وما يضحكك يا رسول الله؟ قال: «ناسٌ من أمتي عُرضوا عليَّ غزاةً في سبيل الله» كما قال في الأول (آنفاً)، قالت: فقلت: يا رسول الله ادع الله أن يجعلني منهم، قال: «أنت من الأولين». فركبت البحر في زمان معاوية بن أبي سفيان فسقطت عن دابتها حين خرجت من البحر فلقيت مصرعها. وذلك في خلافة عثمان بن عفان رضي الله عنه سنة 28  أو 27 هجرية.
تشير بعض الروايات إلى أنها وقعت عن بغلةٍ ودفنت في البقعة التي بُنيَ عليها مسجد لارنكا الكبير ويعرف باسم قبر المرأة الصالحة. اكتشف قبر الصحابية الجليلة أم حرام عام 1760م من قبل رجل يُدعى الشيخ حسن.